# U-182
U-182 — большая океанская немецкая подводная лодка типа IXD2 времён Второй мировой войны. Заказ на постройку субмарины был отдан 15 августа 1940 года. Лодка была заложена 7 апреля 1941 года на верфи компании АГ Везер в Бремене под строительным номером 1022, спущена на воду 3 марта 1942 года, вошла в строй 30 июня 1942 года под командованием капитан-лейтенанта Николая Клаузена.

## Флотилии
- 30 июня 1942 года — 30 ноября 1942 года 4-я флотилия (учебная)
- 1 декабря 1942 года — 16 мая 1943 года 12-я флотилия

## Боевая служба
Лодка совершила один боевой поход, потопила 5 судов суммарным водоизмещением 30 071 брт. Потоплена 16 мая 1943 года к северо-западу от Мадейры, в районе с координатами 33°55′ с. ш. 20°35′ з. д. глубинными бомбами с американского эсминца USS MacKenzie. Весь экипаж в составе 61 человека погиб.